# Atrichopleura cinerea
Atrichopleura cinerea är en tvåvingeart som beskrevs av Collin 1933. Atrichopleura cinerea ingår i släktet Atrichopleura och familjen dansflugor. Inga underarter finns listade i Catalogue of Life.